# Mikaela Kumlinová Granitová
Mikaela Kumlinová Granitová (* 1. listopadu 1967; nepřechýleně Kumlin Granit) je švédská diplomatka, od roku 2018 velvyslankyně Švédska v Rakousku, na Slovensku a ve Slovinsku a stálá zástupkyně Švédska při organizacích OSN ve Vídni. V září 2019 byla zvolena na období jednoho roku do funkce předsedkyně Rady guvernérů MAAE, hlavního výkonního orgánu Mezinárodní agentury pro atomovou energii.

## Životopis
Vzdělání získala na Stockholmské univerzitě, kde získala bakalářský titul z ekonomie.

## Diplomatické působení
Od roku 1994 pracuje pro švédské ministerstvo zahraničí. V letech 1997 až 1999 pracovala jako druhá tajemnice na velvyslanectví v Zimbabwe, v letech 1999 až 2004 jako první tajemnice v Spojených státech. Od roku 2004 pracovala na Ministerstvu zahraničních věcí. Na začátku jako zástupkyně ředitele pro záležitosti Spojených států, později jako vedoucí oddělení. V letech 2007 až 2010 byla ředitelkou a poradkyní pro zahraniční vztahy Kanceláře předsedy vlády. V letech 2010 až 2012 byla poradkyní pro zahraniční vztahy v kabinetu Předsedu Evropské rady. V roce 2010 se stala zástupkyní ředitele a vedoucí oddělení pro evropské záležitosti na Ministerstvu zahraničních věcí.

### Velvyslankyně v Rakousku, na Slovensku a při OSN
Je stálá velvyslankyně a zástupkyně Švédska při organizacích OSN ve Vídni. Prezident Andrej Kiska převzal její pověřovací listiny 5. prosince 2018.

## Osobní život
Kumlinová Granitová mluví švédsky, anglicky, francouzsky a německy. Je vdaná a má tři děti.